# Unifon

Le début du Notre Père en anglais écrit dans deux polices d’écriture Unifon et avec l’orthographe anglaise.

Unifon est un système d’écriture et un alphabet phonétique développé par l’économiste Dr John R. Malone dans les années 1950, initialement comme code phonémique universel chez Bendix pour l’Association internationale du transport aérien et ensuite pour aider l’apprentissage de la lecture et de l’écriture. Chacun de ses symboles correspond à un phonème de l’anglais. Il est utilisé lors d’essais à Chicago, Indianapolis et d’autres endroits dans les années 1960 et 1970, mais aucune étude académique sur ses résultats ne sera publiée et l’intérêt des éducateurs est restreint. Il reste considérablement moins populaire que l’alphabet d’enseignement initial qui fait l’objet de plusieurs programmes en Grande-Bretagne, au Canada et aux États-Unis.
Unifon a été utilisé dans un programme d’alphabétisation des langues amérindiennes hupa, karok, tolowa et yurok dans les années 1970 et 1980, mais a été remplacé par des alphabets pratiques.
Une communauté d’enthousiastes continue à utiliser l’Unifon aujourd’hui.

## Histoire
Dr John Malone développe initialement Unifon chez Bendix comme alphabet phonémique universel pour l’Association internationale du transport aérien (IATA). En 1957, l’IATA adopte l’anglais comme langue et le projet est abandonné par Bendix. Malone enseigne Unifon à son fils de 6 ans lorsque celui-ci a des difficultés à apprendre à écrire à l’école.
Au cours des années 1960 et 1970 jusqu’aux années 1980, Margaret S. Rátz utilise Unifon dans l’enseignement de la lecture et de l’écriture avec des élèves de primaires au Principia College à Elsah dans l’Illinois.

## Lettres Unifon

Les 40 lettres de l’alphabet Unifon anglais.

L’alphabet Unifon anglais compte 40 lettres, chacune représentant un phonème important de la langue anglaise. Plusieurs des symboles ont été modifiés depuis leur invention.

## Langues amérindiennes
Dans les années 1970 et 1980, Unifon est utilisé dans un programme du Center for Community Development (CCD) pour l’alphabétisation en langues amérindiennes hupa, karok, tolowa et yurok, dirigé par Tom Parsons de l’Université d’État de Humboldt.
En 1988, Tom Parsons quitte le CCD. Des alphabets pratiques latins sont adoptés au cours des années suivantes par les différentes communautés avec l’aide de linguistes, remplaçant Unifon pour des raisons techniques (Unifon était uniquement disponible sur quelques ordinateurs avec une police d’écriture spéciale) et linguistiques (par exemple, le coup de glotte n’est pas transcrit avec Unifon),. Cependant, beaucoup de documents dans ces langues ont été écrits avec Unifon et plusieurs de leurs derniers locuteurs natifs connaissent Unifon.